# Rangelo Janga
Rangelo Janga (Roterdã, 16 de abril de 1992) é um futebolista profissional curaçauense que atua como atacante.

## Carreira
Rangelo Janga integrou a Seleção Curaçauense de Futebol na Copa Ouro da CONCACAF de 2017.